# Švarcava (přítok Labe)
Švarcava je malý vodní tok v Pardubickém kraji.

## Průběh toku
Švarcava je potok pramenící na severním svahu vrchu Křemen v malém lesíku u silnice Přelouč – Mokošín. Nijak neupravený pramen se nachází asi 300 metrů od severního okraje Mokošína. Po celé délce potok teče přibližně severním směrem. Záhy opouští lesík a asi 1,5 km teče polem k okraji města Přelouč. Dalších asi 500 metrů teče předměstím, načež vtéká do Račanského rybníka. Nevelký rybník je využíván rybáři k chování ryb. Od hráze rybníka je Švarcava asi v délce 350 metrů zatrubena. Na zemský povrch vytéká v přeloučském městském parku. Za ním ze západu obloukem obtéká městská sportoviště, podtéká železniční trať Kolín – Česká Třebová a nedaleko lávky na Slavíkovy ostrovy se vlévá do Labe.
Jedinými dvěma přítoky Švarcavy jsou dva bezejmenné potoky odvodňující pole jižně od města Přelouče. Vlévají se každý z jiné strany v prostoru předměstí. Nepočítáme-li zatrubenou část, tak se na toku nachází pět přemostění: uliční most před vtokem do Račanského rybníka, lávka pro pěší v městském parku, most na příjezdové komunikaci ke sportovištím, železniční most a lávka pro pěší na soutoku s Labem. V dřívějších dobách byl tok Švarcavy součástí východního a severovýchodního městského opevnění.

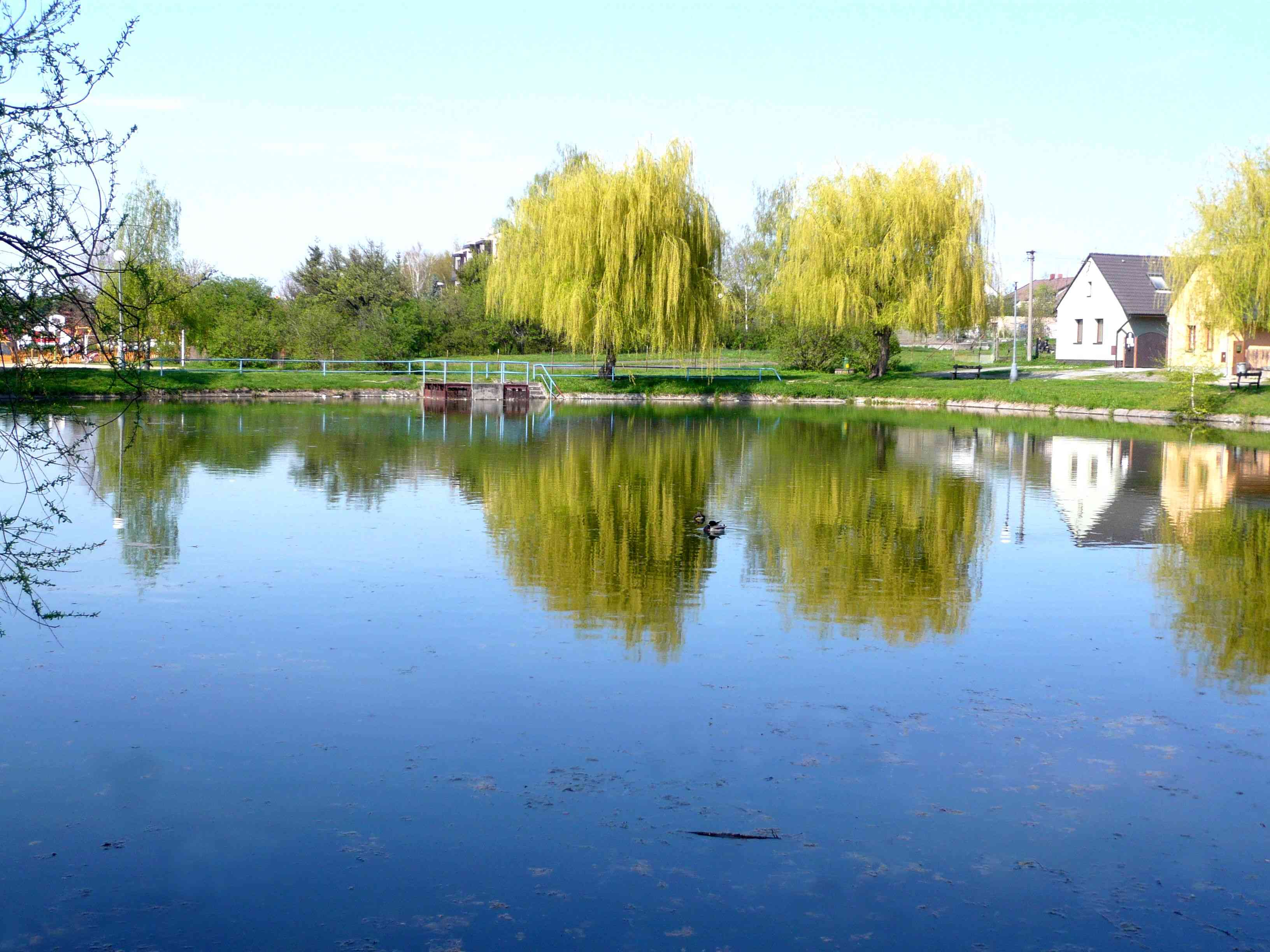
Račanský rybník